# سالویان
سالویان (به لاتین: Salvianus) تاریخ‌نگار و نویسندهٔ مسیحی سدهٔ پنجم میلادی بود که در سال ۴۰۰ یا ۴۰۵ میلادی در کلن زاده شده بود. 